# Rafael Barón
Rafael Barón Valcárcel (Madrid, 27 de enero de 1921 - Madrid, 1 de diciembre de 1987) fue un popular escritor español de guiones radiofónicos y novelas entre 1954 y 1972, también utilizó el seudónimo de Ángel Duque. Colaboró en muchas de sus obras con Guillermo Sautier Casaseca. En 1971 recibió el Premios Ondas (Nacionales de Radio) como mejor autor.

## Biografía
Rafael Barón Valcárcel nació el 27 de enero de 1921 en Madrid, España. Además de ser un popular novelista trabajó en Radio España y Radio Madrid, dónde colaboró con el también escritor Guillermo Sautier Casaseca. En 1959, se estrenó el serial Ama Rosa, su mayor éxito en colaboración con Sautier, que con la voz de Juana Ginzo, se convirtió en un auténtico fenómeno sociológico en su momento. Además de convertida en novela y obra de teatro, se llevó al cine en 1960, dirigida por León Klimovsky y protagonizada por Imperio Argentina.
Rafael Barón falleció a causa de un infarto a los 66 años, el 1 de diciembre de 1987 en Madrid.

### Como Rafael Barón
| - Tal vez sea pecado (1954) - Aventura bajo las estrellas (1956) - Revelación peligrosa (1956) - Trágica oscuridad (1958) - Su único pecado (1959) - Tu nombre es tentación (1959) - María Celeste (1963) - Nuria (1964) - La casa de la discordia (1965) - Entre la espada y la pared (1966) - La canción de las brujas (1967) - El precio del honor (1969) - Las abandonadas (1969) - La infame (1970) - La calle del amor prohibido (1971) - Amantes bajo el terror (1972) - La noche de los besos perdidos (1972) - Sombras que matan (1973) - Tentación a medianoche (1974) - Ya no es hora de pecar (1975) - Tu amargo amor (1975) | - La oración de Bernadette (1958) - Ama Rosa (1959) - La verdad escondida (1960) - Las dos hermanas (1961) - Un tren llamado esperanza (1962) - Sangre negra (1963) - La intrusa (1964) - El cielo está en el bajo (1965) - La orquídea (1965) - Amarga oscuridad (1966) - La impostora (1966) - Chantaje (1967) - El otro amor (1967) - La mirada (1967) - La última traición (1967) |

### Como Ángel Duque
- El milagro de la escoba: San Martín de Porres (1964)

|}